# ستيفن روبينسون
ستيفن كرن روبينسون (بالإنجليزية: Stephen Robinson)‏ هو رائد فضاء أمريكي يعمل لدى ناسا. ولد ستيفن في 26 أكتوبر 1955 في ساكرامنتو، كاليفورنيا.